# Лен Оллчерч
Лен Оллчерч (англ. Len Allchurch, нар. 12 вересня 1933, Свонсі — 16 листопада 2016) — валлійський футболіст, півзахисник клубу «Свонсі Сіті». Його брат Айвор також був футболістом.

## Клубна кар'єра
У дорослому футболі дебютував 1951 року виступами за «Свонсі Таун», в якому провів дев'ять сезонів, взявши участь у 272 матчах чемпіонату.
Своєю грою за команду привернув увагу представників тренерського штабу клубу «Шеффілд Юнайтед», до складу якого приєднався 1961 року. Відіграв за команду з Шеффілда наступні чотири сезони своєї ігрової кар'єри. Більшість часу, проведеного у складі «клинків», був основним гравцем команди.
1965 року уклав контракт з клубом «Стокпорт Каунті», у складі якого провів наступні чотири роки своєї кар'єри гравця. Граючи у складі «Стокпорт Каунті» також здебільшого виходив на поле в основному складі команди.
До складу клубу «Свонсі Сіті» приєднався 1969 року, в якому і завершив футбольну кар'єру 1971 року, зігравши до того 74 матчі в національному чемпіонаті.

## Виступи за збірну
1955 року дебютував в офіційних матчах у складі національної збірної Уельсу. Всього провів у формі головної команди країни 11 матчів.
У складі збірної був учасником чемпіонату світу 1958 року у Швеції.